# 39558 Kishine
39558 Kishine è un asteroide della fascia principale. Scoperto nel 1992, presenta un'orbita caratterizzata da un semiasse maggiore pari a 2,2335497 UA e da un'eccentricità di 0,1302465, inclinata di 3,71277° rispetto all'eclittica.